# George Washington Bowie
Pour les articles homonymes, voir Bowie.
George Washington Bowie, (1827 - 11 août 1901) est un officier de l'Union de la guerre de Sécession, commandant le 5th Regiment California Volunteer Infantry, brigadier général breveté des volontaires.

## Avant la guerre
George Washington Bowie naît dans le Maryland en 1827. Il part pour Burligton qui se trouve dans le territoire de l'Iowa. Il devient délégué de la deuxième convention constitutionnelle, qui se réunit à Iowa City en 1846. Il est un représentant du comté de Des Moines de la première assemblée générale de l'Iowa. Lors de la guerre américano-mexicaine, il est commissionné first lieutenant dans l'infanterie des États-Unis le 8 mars 1847 et affecté à la compagnie K du 15th U.S. Infantry. Il est commissionné capitaine le 8 juillet 1847. Pour sa bravoure et sa conduite méritoire à la bataille de Contreras et la bataille de Churubusco, il est breveté commandant. Après sa libération du service actif le 4 août 1848, il retourne à Burlington où il est l'un de ses principaux avocats. Il y reste jusqu'en 1850, lorsqu'il émigre dans l'État de Californie.
En Californie, Bowie entre en politique, élu à l'assemblée de l'État de Californie en 1854. Il est candidat malheureux aux campagnes pour la chambre des représentants des États-Unis en 1854, de gouverneur de Californie en 1857 (en), et de procureur général de Californie en 1860. 

## Guerre de Sécession
Avec le déclenchement de la guerre de Sécession, Bowie est commissionné colonel du 5th California Infantry. Son régiment sert dans la colonne de Californie dans le territoire du Nouveau-Mexique, principalement en tant que troupes de garnison dans le district d'Arizona. Il est le commandant du district d'Arizona du 29 janvier 1864 à novembre 1864, lorsque lui et son régiment sont libérés du service actif. Il est breveté brigadier général des volontaires le 13 mars 1865.

## Après la guerre
Bowie meurt le 11 août 1901 et est enterré à Martinez en Californie.